# 田鍋謙一郎
田鍋 謙一郎（たなべ けんいちろう、1967年5月12日 - ）は、日本の俳優。リコモーション所属。

## 出演

### 映画
- 恋と花火と観覧車（1997年、松竹）
- 卓球温泉（1998年、東宝） - マコト 役[2]
- コキーユ -貝殻-（1999年、松竹） - 工員 役[3]
- 洗濯機は俺にまかせろ（1999年、ボノボ＝スターポート） - 吉田雅之 役[4]
- はつ恋（2000年、東映）[要出典]
- ジュブナイル（2000年、東宝） - 山口船員 役[5]
- 世にも奇妙な物語 映画の特別編「携帯忠臣蔵」（2000年、東宝） - 赤穂浪士 役[6]
- 忘れられぬ人々（2001年、ビターズ・エンド / タキコーポレーション） - 作業服の男 役[7]
- Laundry（2002年、ROBOT） - 宮下 役[8]
- 1980（2003年、東京テアトル） - 教師 役[9]
- この世の外へ クラブ進駐軍（2004年、松竹） - チビ太（近田） 役[10]
- でらしね（2004年11/27、ライズピクチャーズ） - キイちゃん 役[11]
- MAKOTO（2005年、松竹）
- 容疑者 室井慎次（2005年、東宝） - 早坂卓治 役[12]
- 小森生活向上クラブ（2008年、ファントム・フィルム）[13]
- 20世紀少年 第2章 最後の希望（2009年、東宝） - 漫画家・氏木 役[14]
- 石の降る丘（2011年、マーベラスエンターテイメント / ヴィスタ） - 謎の男・捷平 役[15]
- リスナー「Unlucky」（2015年、東京芸術大学大学院映像研究科）[16]

### テレビドラマ
- 走らんか!（1995年、NHK）
- ふたりっ子（1996年、NHK）
- ビーチボーイズ（1997年、フジテレビ）
- 銭形平次（フジテレビ）
- STAFF ONLY（1997年、フジテレビ）
- Shin-D「亡霊劇場」（1997年、日本テレビ）
- サイコメトラーEIJI（1997年、日本テレビ）
- 超能力者・完全抹殺〜七瀬ふたたび（1998年、テレビ東京）
- 星獣戦隊ギンガマン（1998年、テレビ朝日）
- 東芝日曜劇場 なにさまっ!（1998年、TBS）
- Y氏の隣人 （1998年、TBS）
- 関西テレビ放送開局40周年ドラマ けろりの道頓、秀吉と女を争った男（1999年）
- コワイ童話「不思議の国のアリス」（1999年6月-7月、TBS]） - 長谷川 役
- 月曜ドラマスペシャル 実演販売人 轟安二郎（2000年、TBS） - 庄村耕治 役
- ココだけの話「別ればなし」（2001年、テレビ朝日）
- スタアの恋（2001年、フジテレビ）
- 世にも奇妙な物語「おかしなまち」（2002年、フジテレビ）
- サイコドクター（2002年、日本テレビ）
- 熱烈的中華飯店（2003年、フジテレビ）
- ケータイ刑事 銭形舞（2003年、BS-i）
- もっと恋セヨ乙女（2004年、NHK）
- ブラザー☆ビート 第1話 （2005年、TBS）
- 義経（2005年、NHK）
- 功名が辻（2006年、NHK）
- 特命!刑事どん亀 （2006年、TBS）
- 喰いタン（2006年、日本テレビ）
- ギャルサー（2006年、日本テレビ）
- 新・部長刑事 アーバンポリス24（朝日放送）
- 陽炎の辻〜居眠り磐音 江戸双紙〜（2007年、NHK） - 安 役
- 2夜連続 松本清張スペシャル 球形の荒野（2010年、フジテレビ） - 沢口刑事 役
- 正月時代劇 御鑓拝借〜酔いどれ小籐次留書〜（2013年、NHK） - 手代直吉 役
- 戦力外捜査官（2014年、日本テレビ） - マスター 役
- HERO 第2シリーズ 第1話（2014年7月14日、フジテレビ） - 坂下康明 役
- 東京特許許可局 第14話（2014年9月8日、NHK Eテレ） - マスター 役
- ふなっしー探偵（2016年1月7日、フジテレビ）[17]
- 闇の伴走者〜編集長の条件（2018年3月31日 - 4月28日、WOWOW） - 石田陽一 役[18]
- 犬神家の一族（2018年12月24日、フジテレビ） - 弥助 役
- ドラマスペシャル「はぐれ刑事三世」（2020年10月15日、テレビ朝日）‐ 小番鮫一 役
- 特捜9 Season5 第8話（2022年5月25日、テレビ朝日） - 村下正三 役
- 金田一少年の事件簿 第8話（2022年6月19日、日本テレビ）- 仙田猿彦 役[19]
- 婚活1000本ノック 第8話（2024年3月6日、フジテレビ）- 花火師 役
- 笑うマトリョーシカ 第8話（2024年8月16日、TBS）- 支持者 役
- モンスター 第10話・最終話（2024年12月16日・23日、関西テレビ・フジテレビ） - 里田 役
- 最後の鑑定人 第4話（2025年7月30日、フジテレビ） - ホームレス・真鍋 役[20]

### 配信ドラマ
- パンドラの果実〜科学犯罪捜査ファイル〜 Season3 第2話（2024年6月23日、Hulu） - 辻本昭一郎 役

### ラジオドラマ
- 豹たちのダンス
- 南極横断鉄道404号
- 南の島のティオ
- スピリット・リング

### 舞台
- パルコ・リコモーション提携公演「人間風車」（2000年）
- ロミオ&ジュリエット
- ナイロン100℃「ライフ・アフター・パンク・ロック」
- 自転車キンクリート「第17捕虜収容所」
- 劇団そとばこまちプロデュース「リバイバル」
- 「ラフカット'96」
- 劇団ロフトアンドシアター
- 上海太郎舞踏公司
- ピーター・パン
- 怒涛（森本薫作、マキノノゾミ演出）
- おはつ（2004年）
- KOKAMI@Network「リンダリンダ」（2004年）
- 奇跡の人（2000年、2003年、2006年）
- KOKAMI@Network「僕たちの好きだった革命」（2007年）
- 鉄人28号（2009年）[21]
- 押忍!!ふんどし部!
  - 押忍!!ふんどし部!（2010年）[22]
  - 押忍!!ふんどし部!（2013年）[23]
  - 続!! 押忍!!ふんどし部!（2013年）[24]
- 琉球ロマネスク「テンペスト」（2010年）[25]
- ミュージカル『十一ぴきのネコ』（2015年）[26]
- ミュージカル『わたしは真悟』（2016年 - 2017年）[27]
- 音楽劇『魔都夜曲』（2017年）[28]
- オリエント急行殺人事件（2019年）[29]
- イヌの仇討（2020年）[30]
- 銀河鉄道の父（2020年）[31]
- 音楽劇「プラネタリウムのふたご」（2021年）[32]
- パラサイト（2023年）[33]
- 銀河鉄道の父（2023年） - 宮沢喜助 役[34]

### テレビCM
- JRA
- 山之内製薬「カコナール」
- グンゼパジャマ
- エブリワン

### アニメ
- ビーストウォーズII 超生命体トランスフォーマー（トンボット）

### ナレーション
- 宵待5（毎日放送）

### バラエティ
- 謎のホームページ サラリーマンNEO Season 1、クリスマススペシャル（2006年、NHK）
- 未来創造堂（2006年、日本テレビ）
- 君は天才!（2019年、NHK BSプレミアム）[35]